# Genie Music Awards
Genie Music Awards (en hangul: 지니 뮤직 어워드), también conocidos como MGMA, son una importante entrega de premios musicales que se celebra anualmente en Corea del Sur y es organizada por la plataforma de música Genie Music en conjunto con su red asociada.
Los ganadores son escogidos según diversas ponderaciones, las que consideran votación del público, registro de ventas digitales, puntuación por difusión en redes sociales y puntuación de un jurado especializado.
Actualmente, el premio se denomina M2 X Genie Music Awards (MGMA) por su asociación con el estudio digital del canal Mnet, M2.

## Ceremonias
| Edición | Año  | Fecha de Ceremonia     | Ciudad                 | Lugar                    | Presentador(es) | Ref.  |
| ------- | ---- | ---------------------- | ---------------------- | ------------------------ | --------------- | ----- |
| 1.º     | 2018 | 6 de noviembre de 2018 | Incheon, Corea del Sur | Namdong Gymnasium        | Jun Hyun-moo    | [ 3 ] |
| 2.º     | 2019 | 1 de agosto de 2019    | Seúl, Corea del Sur    | Olympic Gymnastics Arena | Han Hye-jin     | [ 4 ] |
| 3.º     | 2020 | 3 de diciembre de 2020 | Evento online          | Evento online            |                 | [ 5 ] |
| 4.º     | 2022 | 8 de noviembre de 2022 | Incheon, Corea del Sur | Namdong Gymnasium        |                 |       |

## Criterio de votación

### 2018 MGA
|  | Gran premio (Daesang) |

| Artista del año | 30%  | 30% | 20% | 20% |
| Canción del año | 20%  | 40% | 20% | 20% |
| Artista más vendido del año | 10%  | 50% | 20% | 20% |
| Álbum digital del año | 10%  | 50% | 20% | 20% |
| Premios por categoría* | 30%  | 30% | 20% | 20% |
| Premios por género** | 20%  | 40% | 20% | 20% |
| Premios especiales*** | 100% | —   | —   | —   |
| *Mejor artista masculino, Mejor artista femenino, Mejor grupo masculino, Mejor grupo femenino, Mejor artista nuevo masculino, Mejor artista nuevo femenino, Descubrimiento del año **Mejor actuación de baile masculino, Mejor actuación de baile femenino, Mejor actuación vocal masculino, Mejor actuación vocal femenino, Mejor actuación Rap/Hip Hop, Mejor banda, Mejor OST ***Premio a la popularidad Genie Music, Premio a la popularidad global Idolchamp |      |     |     |     |

### 2019 MGMA
|  | Gran premio (Daesang) |

| Artista del año | 20%  | 20%  | 20% | 30%  | 10% |
| Canción del año | —    | 100% | —   | —    | —   |
| Artista más vendido del año | —    | 100% | —   | —    | —   |
| Mejor vídeo | —    | —    | —   | 100% | —   |
| Premios musicales* | 30%  | 30%  | 30% | 10%  | —   |
| Premios especiales** | 100% | —    | —   | —    | —   |
| *Mejor grupo masculino, Mejor grupo femenino, Mejor solista masculino, Mejor solista femenina, Mejor artista nuevo masculino, Mejor artista nuevo femenino, Mejor actuación masculina, Mejor actuación femenina, Mejor artista vocal, Mejor banda **Premio a la popularidad Genie Music, Premio a la popularidad global |      |      |     |      |     |

## Ganadores
| (2018 - presente)                   | (2018 - presente)                  | (2018 - presente)       | (2018 - presente)                | (2018 - presente)                     | (2018 - presente)     | (2018 - presente)     | (2018 - presente)     | (2018 - presente)     |
| Premios                             | 2018                               | 2019                    | 2020                             | 2022                                  | 2023                  | 2024                  | 2025                  | 2026                  |
| Gran Premio (Daesang)               | Gran Premio (Daesang)              | Gran Premio (Daesang)   | Gran Premio (Daesang)            | Gran Premio (Daesang)                 | Gran Premio (Daesang) | Gran Premio (Daesang) | Gran Premio (Daesang) | Gran Premio (Daesang) |
| ----------------------------------- | ---------------------------------- | ----------------------- | -------------------------------- | ------------------------------------- | --------------------- | --------------------- | --------------------- | --------------------- |
| Artista del año                     | BTS                                | BTS                     | Lim Young-woong                  | NCT Dream                             |                       |                       |                       |                       |
| Canción del año                     | Wanna One «Beautiful»              | Paul Kim «Me After You» | Zico «Any Song»                  | Lim Young-woong «Our Blues, Our Life» |                       |                       |                       |                       |
| Álbum del año                       | BTS Love Yourself: Answer          |                         | BTS Map of the Soul: 7           | NCT Dream Glitch Mode                 |                       |                       |                       |                       |
| Premios por categoría               |                                    |                         |                                  |                                       |                       |                       |                       |                       |
| Mejor grupo femenino                | Twice                              | Twice                   |                                  | (G)I-dle                              |                       |                       |                       |                       |
| Mejor grupo masculino               | BTS                                | BTS                     |                                  | BTS                                   |                       |                       |                       |                       |
| Mejor solista femenino              | Chungha                            | Chungha                 |                                  | Taeyeon                               |                       |                       |                       |                       |
| Mejor solista masculino             | Jung Seung-hwan                    | Paul Kim                |                                  | Lim Young-woong                       |                       |                       |                       |                       |
| Mejor artista nuevo femenino        | (G)I-dle                           | Itzy                    |                                  | IVE                                   |                       |                       |                       |                       |
| Mejor artista nuevo masculino       | Stray Kids                         | TXT                     |                                  | Tempest                               |                       |                       |                       |                       |
| Mejor vídeo                         |                                    | BTS                     |                                  | Red Velvet                            |                       |                       |                       |                       |
| Mejor grabación                     |                                    |                         |                                  | (G)I-dle                              |                       |                       |                       |                       |
| Artista más vendido                 | Twice                              | Twice                   |                                  |                                       |                       |                       |                       |                       |
| Descubrimiento del año              | Celeb Five                         |                         |                                  |                                       |                       |                       |                       |                       |
| Premios por género musical          |                                    |                         |                                  |                                       |                       |                       |                       |                       |
| Mejor actuación de baile femenino   | Momoland «Bboom Bboom»             | Iz*One «Violeta»        |                                  | Red Velvet «Feel My Rhythm»           |                       |                       |                       |                       |
| Mejor actuación de baile masculino  | BTS «Idol»                         | BTS «Boy with Luv»      | BTS «Dynamite»                   | The Boyz «Whisper»                    |                       |                       |                       |                       |
| Mejor actuación de Rap/Hip-hop      | iKon «Love Scenario»               |                         | Zico «Any Song»                  | Be'O                                  |                       |                       |                       |                       |
| Mejor actuación vocal/Balada        | Wanna One «Beautiful»              | Mamamoo «Gogobebe»      | MC The Max «Like the First Time» |                                       |                       |                       |                       |                       |
| Mejor actuación de una banda        | Day6 «Shot Me»                     | Day6 «Time of Our Life» |                                  |                                       |                       |                       |                       |                       |
| Mejor actuación de R&B/Soul         |                                    |                         | Lee Hi «Holo»                    |                                       |                       |                       |                       |                       |
| Mejor actuación de Trot             |                                    |                         | Lim Young-woong «Trust in Me»    |                                       |                       |                       |                       |                       |
| Mejor banda sonora                  | Paul Kim «Every Day, Every Moment» |                         | Jo Jung-suk «Aloha»              |                                       |                       |                       |                       |                       |
| Premios especiales                  |                                    |                         |                                  |                                       |                       |                       |                       |                       |
| Premio a la popularidad Genie Music | BTS                                | BTS                     |                                  | Lim Young-woong                       |                       |                       |                       |                       |
| Premio a la popularidad global      | BTS                                | BTS                     |                                  | BTS                                   |                       |                       |                       |                       |
| Premio Next Generation Star         |                                    | AB6IX Kim Jae-hwan      |                                  | DKZ                                   |                       |                       |                       |                       |
| Premio Next Wave Icon               |                                    |                         |                                  | TNX Lightsum                          |                       |                       |                       |                       |
| Mejor estilo                        |                                    |                         |                                  | IVE                                   |                       |                       |                       |                       |
| Premio MBC Plus Star / M2 Hot Star  | Wanna One                          | Pentagon Cosmic Girls   |                                  |                                       |                       |                       |                       |                       |
| M2 Artista más popular              |                                    | Iz*One                  |                                  |                                       |                       |                       |                       |                       |
| Mejor actuación global              | Twice                              |                         |                                  |                                       |                       |                       |                       |                       |
| Otros premios                       |                                    |                         |                                  |                                       |                       |                       |                       |                       |
| El innovador                        |                                    | Yoon Jong Shin          |                                  |                                       |                       |                       |                       |                       |
| El creador de performance           |                                    | Lia Kim                 |                                  |                                       |                       |                       |                       |                       |
| Mejor productor                     | Bang Si-hyuk                       |                         |                                  |                                       |                       |                       |                       |                       |
| Mejor artista pop                   | Charlie Puth                       |                         |                                  |                                       |                       |                       |                       |                       |
| Mejor coreografía                   | Son Sung-deuk (BTS - «Idol»)       |                         |                                  |                                       |                       |                       |                       |                       |
| Mejor fandom                        | A.R.M.Y (BTS)                      |                         |                                  |                                       |                       |                       |                       |                       |

## Artistas más ganadores
| Lugar | Artista         | Premios |
| ----- | --------------- | ------- |
| 1.º   | BTS             | 18      |
| 2.º   | Twice           | 5       |
| 2.º   | Lim Young-woong | 5       |
| 3.º   | Wanna One       | 3       |
| 3.º   | Paul Kim        | 3       |
| 4.º   | Zico            | 2       |
| 4.º   | Chungha         | 2       |
| 4.º   | Day6            | 2       |
| 4.º   | Iz*One          | 2       |